# یانیک فیشر
یانیک فیشر (انگلیسی: Yannick Fischer؛ زادهٔ ۱۷ دسامبر ۱۹۷۴) بازیکن فوتبال اهل فرانسه است.
از باشگاه‌هایی که در آن بازی کرده‌است می‌توان به باشگاه فوتبال لوریان، باشگاه فوتبال استراسبورگ، باشگاه فوتبال کن، باشگاه فوتبال بوردو، باشگاه فوتبال لو مان، و باشگاه فوتبال المپیک مارسی اشاره کرد.